# 문응국
문응국(文應國, 1921년 6월 10일 ~ 1996년 4월 21일)은 대한민국의 독립유공자이다.

## 생애
황해도 안악군에서 출생하였다. 독립운동을 위해 목숨을 바치기로 결심하고 중국으로 이주하였다. 1939년 10월 섬서성(陜西省) 서안(西安) 지역에서 한국청년전지공작대(韓國靑年戰地工作隊)에 가담하여, 1940년 9월까지 항일무장투쟁활동을 전개하였다. 중국 중앙전시한부훈련반(中央戰時韓部訓練班)에 입교하여 군사훈련을 받았다. 1940년 9월 17일 광복군(光復軍)이 창설되자 제5지대(支隊)로 입대하였다. 1942년에 중국 중앙전시간부훈련 제4단 특과총대학원대 한청반(中國 中央戰時幹部訓練 第4團 特科總大學員隊 韓靑班)에서 동창생 안봉순과 함께 군사훈련교육을 마쳤다. 1945년 8월 14일까지 제2지대 및 총사령부(總司令部) 등에서 활약하였다. 인도에 주둔해 있던 영국군 아시아사령부에 파견되어 일본군 문서해독 및 포로 심문 등의 활동을 하였고, 선무공작대(宣撫工作隊)에 배속되어 활동하기도 하였다. 광복 후에는 광복군 남경지대(南京支隊)에서 정치지도원으로 활동하였다. 정부로부터 공훈을 인정받아 1963년 대통령표창에, 1990년 건국훈장 애족장에 추서되었다.
1996년 4월 21일, 노환으로 별세하였다.